# Otiorhynchus
Otiorhynques, Otiorrhynques
Genre
Les otiorhynques, otiorhynches ou otiorrhynques (Otiorhynchus) sont un genre d'insectes coléoptères de la famille des Curculionidae, originaire de la zone paléarctique. Plusieurs espèces de ces charançons sont des ravageurs des plantes, tant à l'état adulte que larvaire.
En Europe on rencontre près de 937 espèces et sous-espèces appartenant à ce genre.

## Caractéristiques

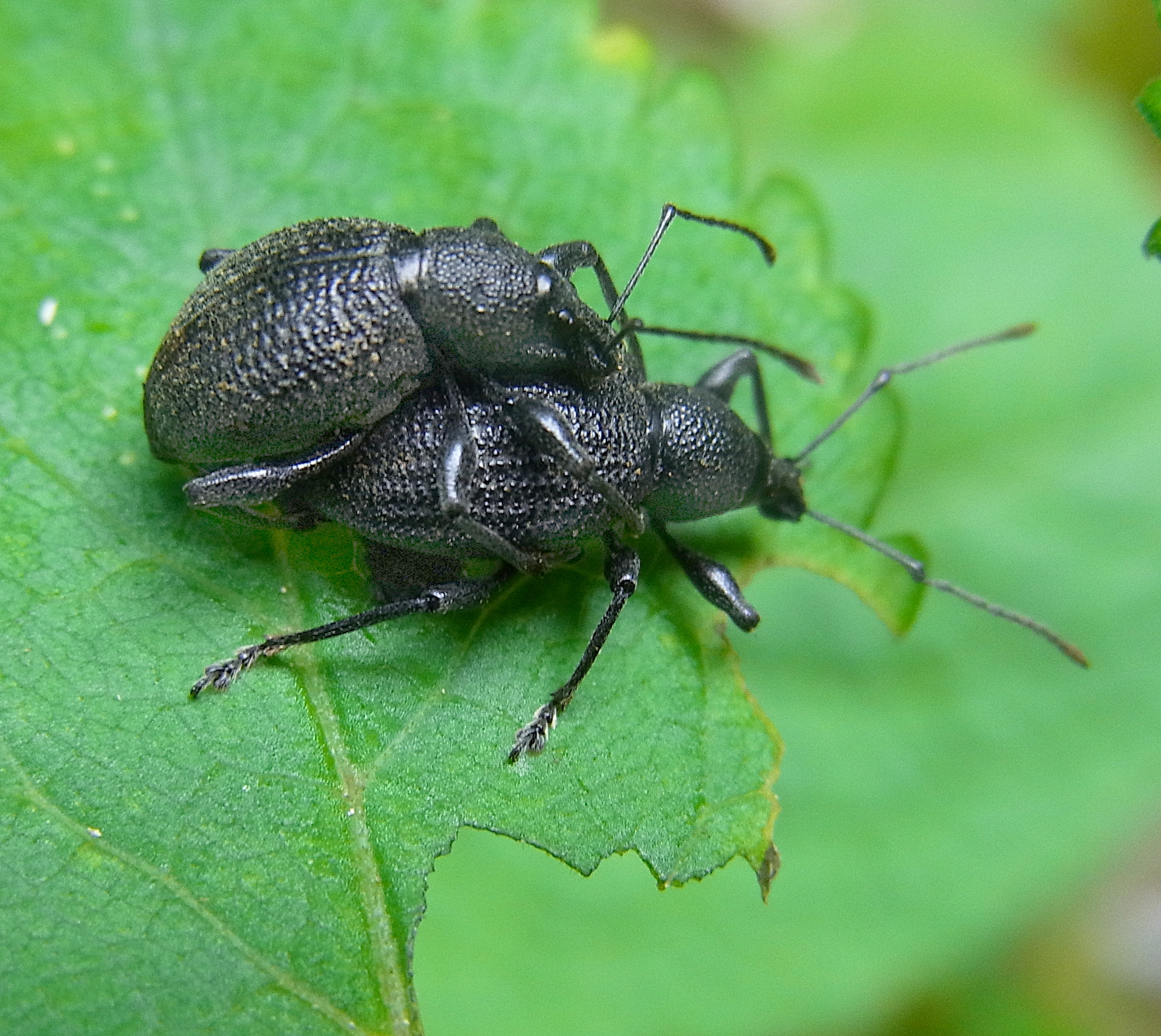
Couple de Otiorhynchus pyrenaeus
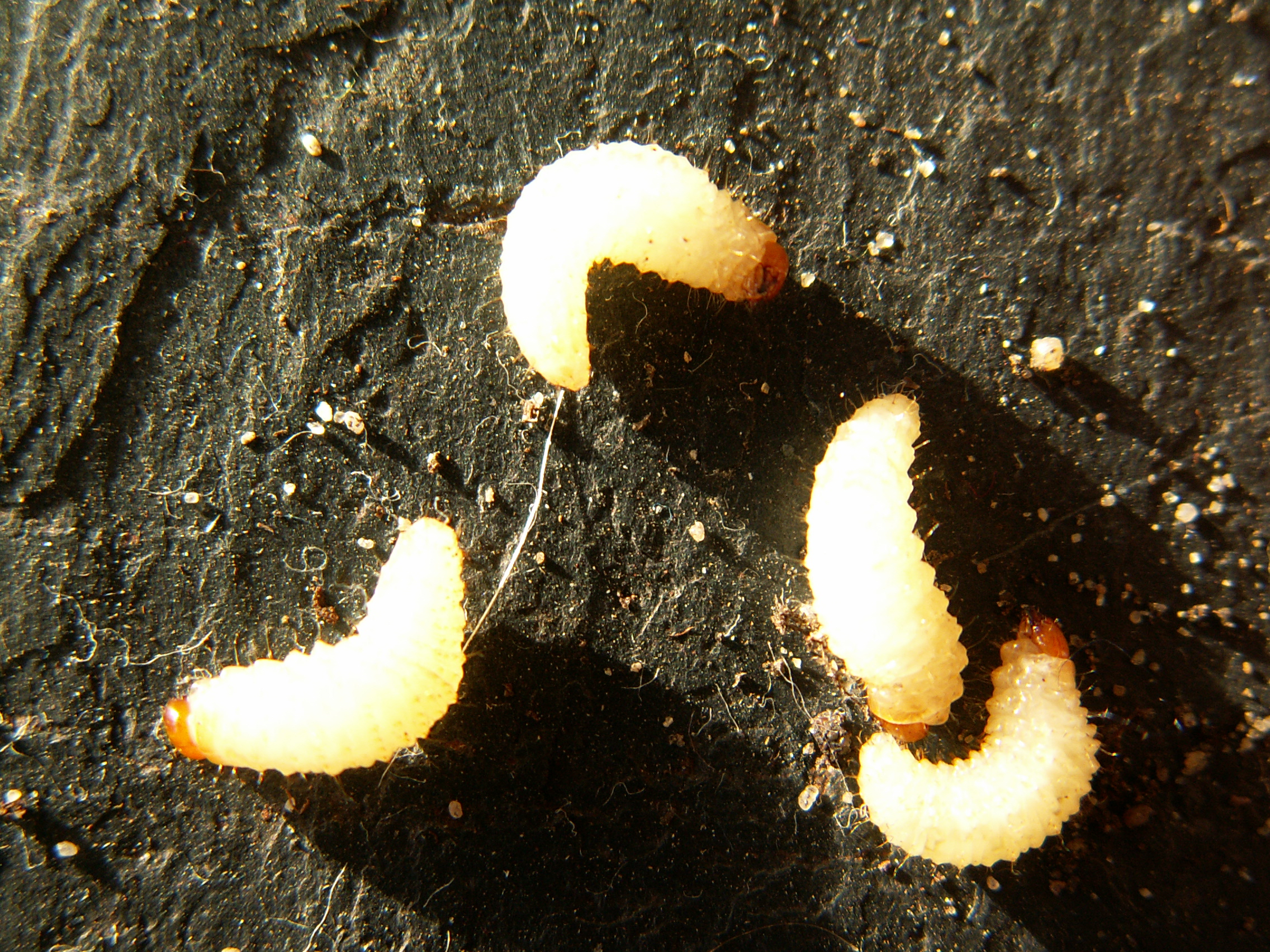
Larves de l'Otiorhynque de la vigne (Otiorhynchus sulcatus)
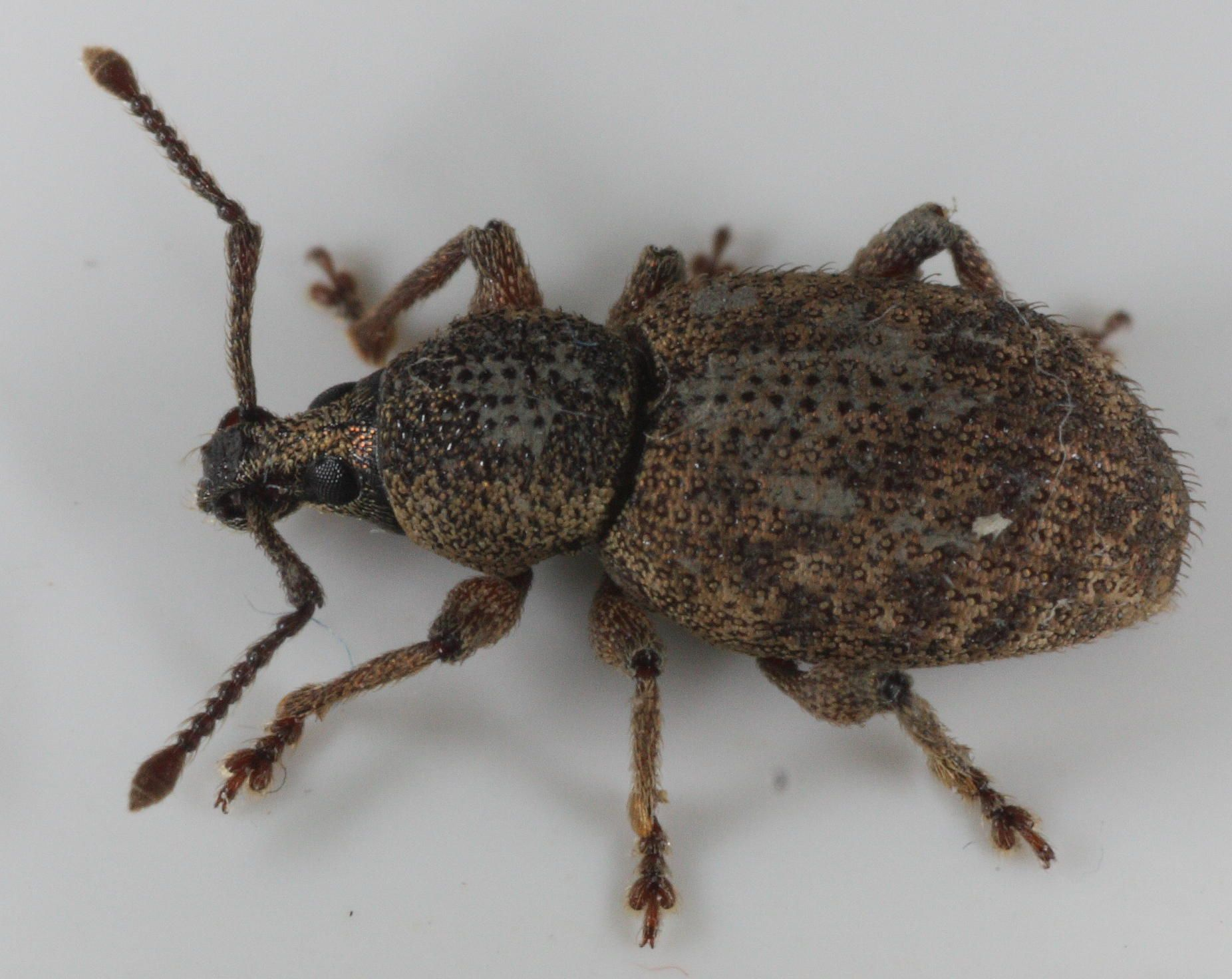
Otiorhynchus scaber

## Dégâts

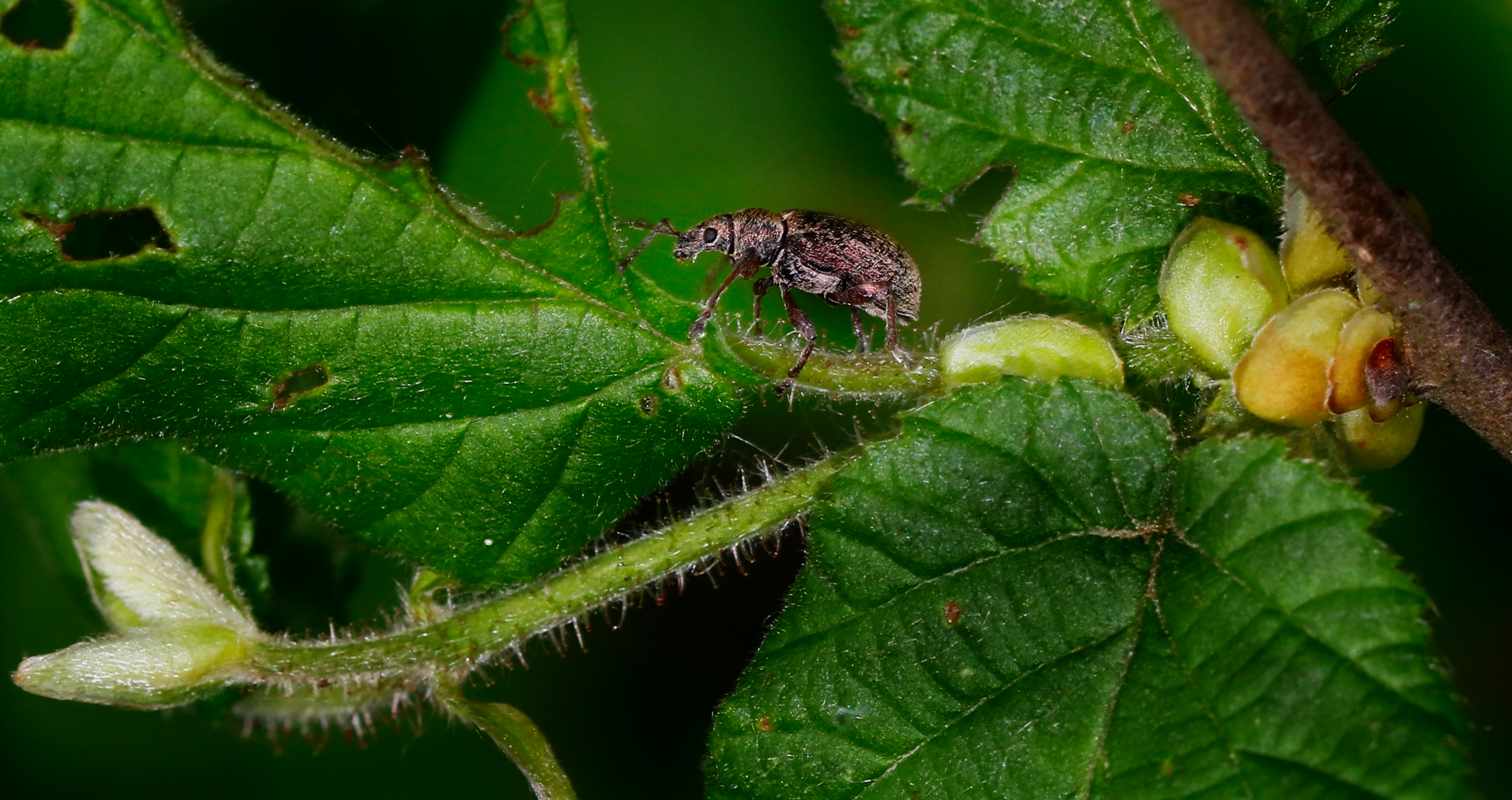
Otiorhynque

La présence des adultes se fait remarquer sur une plante par des découpes régulières en demi cercle, en bordure des feuilles. Il ne faut toutefois pas les confondre avec les découpes un peu plus grosses et parfaitement découpées faites par les abeilles coupeuses de feuilles.
Les larves, cachées dans le sol, dévorent les racines, puis remontent par la tige d'une plante dont elles font dépérir subitement le pied. Les adultes sont friands de feuilles de rhododendrons. Les heuchères, les fraisiers ou les sédums sont aussi des plantes exposées à de sérieux dégâts.

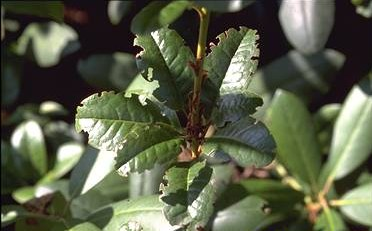
Découpes faites par un otiorhynque sur un Rhododendron
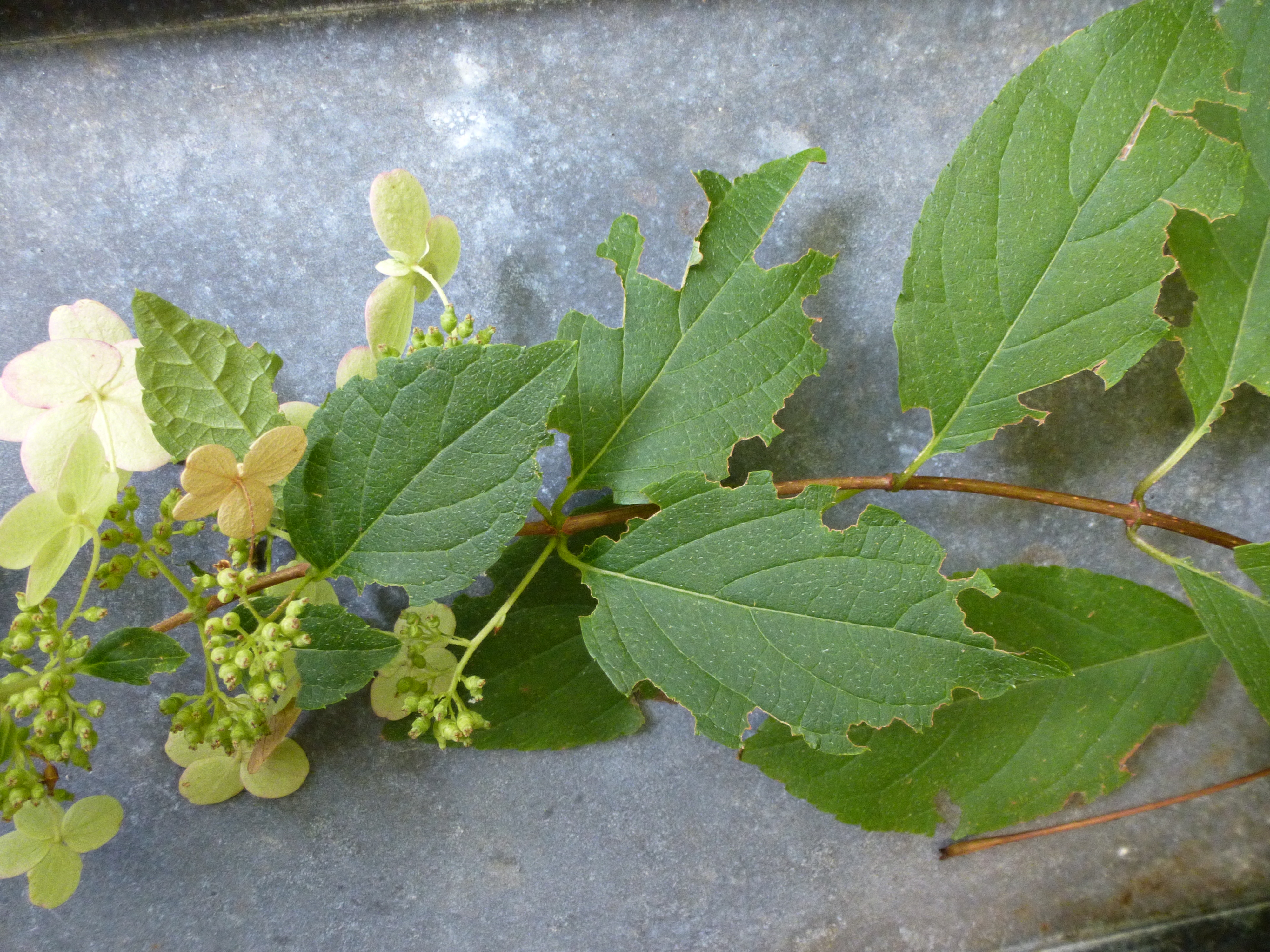
Découpes faites par un otiorhynque sur un Hydrangea paniculata
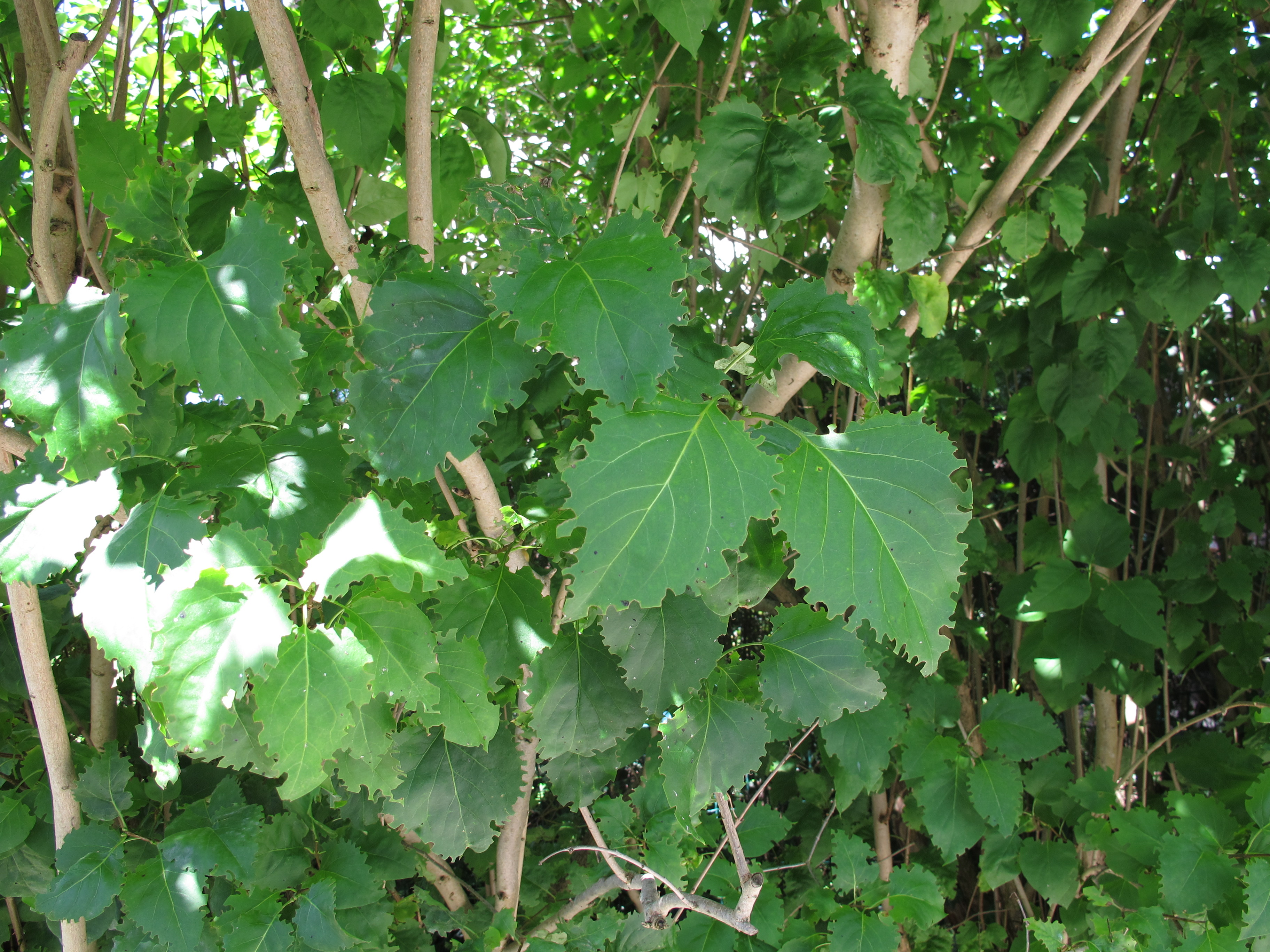
Découpes faites par Otiorhynchus meridionalis sur un Syringa vulgaris
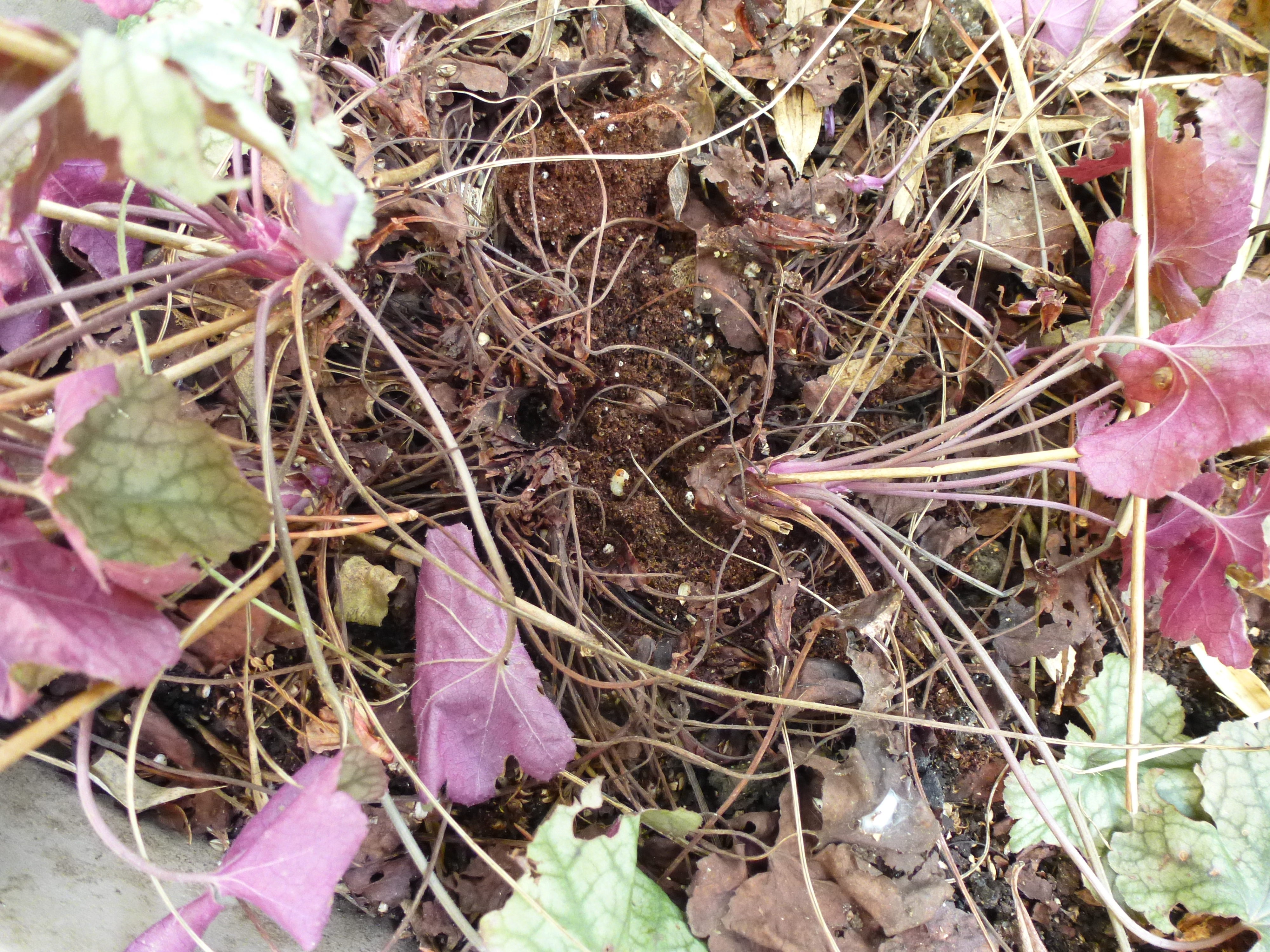
Heuchère dont le pied est dévoré par les larves
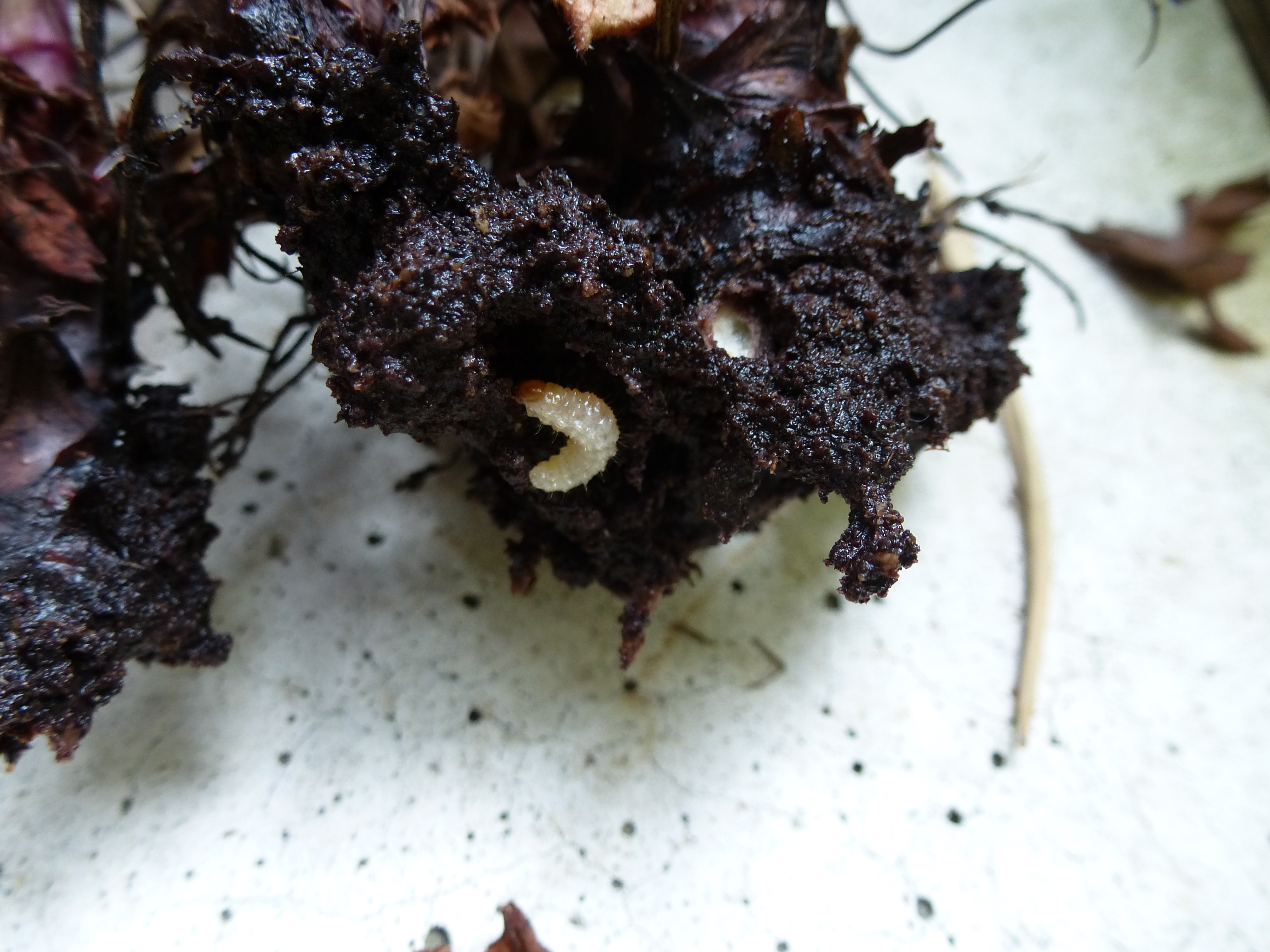
Larve s'attaquant à la racine d'une heuchère

## Lutte biologique
Certaines espèces de nématodes (Heterorhabditis bacteriophora, Steinernema feltiae) entomopathogènes sont des parasites des otiorhynques et sont utilisées en lutte biologique pendant les phases de croissance des plantes (de mars à septembre dans l'hémisphère nord), et sur plusieurs années.
Les larves peuvent être contrôlées en utilisant une muscardine, maladie provoquée par des champignons parasites comme Beauveria bassiana ou Metharizium Anisopliae.
On peut aussi recourir à la lutte manuelle, en piégeant les adultes dans des récipients la nuit ou en extirpant les larves du sol. Certains répulsifs sont réputés les éloigner, tels que le marc de café en grande quantité ou une décoction de tanaisie (Tanacetum vulgare).
Enfin, ces insectes méditerranéens préfèrent un sol sec et chaud. En ajoutant un couvre-sol ou en augmentant les fréquences d'arrosage pour les plantes qui le supportent, les conditions de leur développement seront moins favorables. Dans le cas d'un plante en pot, il est possible de noyer adultes et larves en le plongeant dans l'eau une nuit entière.

## Liste des espèces et sous-espèces
Selon Catalogue of Life (30 août 2014) :
- Otiorhynchus acatium
- Otiorhynchus adscitus
- Otiorhynchus adspersus
- Otiorhynchus aerifer
- Otiorhynchus affaber
- Otiorhynchus affinis
- Otiorhynchus agnatus
- Otiorhynchus alpicola
- Otiorhynchus alsaticus
- Otiorhynchus alutaceus
- Otiorhynchus ambiguus
- Otiorhynchus anadolicus
- Otiorhynchus angusticollis
- Otiorhynchus angustior
- Otiorhynchus anthracinus
- Otiorhynchus arenosus
- Otiorhynchus argutus
- Otiorhynchus armadillo
- Otiorhynchus armatus
- Otiorhynchus armeniacus
- Otiorhynchus asphaltinus
- Otiorhynchus ater
- Otiorhynchus aterrimus
- Otiorhynchus atroapterus
- Otiorhynchus attenuatus
- Otiorhynchus aureolus
- Otiorhynchus auricapillus
- Otiorhynchus auricomus
- Otiorhynchus aurifer
- Otiorhynchus auropunctatus
- Otiorhynchus aurosparsus
- Otiorhynchus aurospersus
- Otiorhynchus aurotomentosus
- Otiorhynchus australis
- Otiorhynchus austriacus
- Otiorhynchus bardus
- Otiorhynchus bicostatus
- Otiorhynchus bielzii
- Otiorhynchus bifasciatus
- Otiorhynchus bisulcatus
- Otiorhynchus bisulcus
- Otiorhynchus blandus
- Otiorhynchus bodemeyeri
- Otiorhynchus bohemicus
- Otiorhynchus brachialis
- Otiorhynchus brevicornis
- Otiorhynchus bructeri
- Otiorhynchus brunneus
- Otiorhynchus caliginosus
- Otiorhynchus cancellatus
- Otiorhynchus carbonarius
- Otiorhynchus carcelii
- Otiorhynchus caricis
- Otiorhynchus carinatus
- Otiorhynchus carinthiacus
- Otiorhynchus carmagnolae
- Otiorhynchus carpathorum
- Otiorhynchus catenulatus
- Otiorhynchus caudatus
- Otiorhynchus chevrolati
- Otiorhynchus chlorophanus
- Otiorhynchus chrysocomus
- Otiorhynchus chrysonus
- Otiorhynchus chrysostictus
- Otiorhynchus cinifer
- Otiorhynchus cirricollis
- Otiorhynchus clathratus
- Otiorhynchus clavipes
- Otiorhynchus clemens
- Otiorhynchus coccus
- Otiorhynchus coecus
- Otiorhynchus collaris
- Otiorhynchus comosellus
- Otiorhynchus comparabilis
- Otiorhynchus concavirostris
- Otiorhynchus concinnus
- Otiorhynchus confusus
- Otiorhynchus consentaneus
- Otiorhynchus conspersus
- Otiorhynchus conspiciabilis
- Otiorhynchus corrugatus
- Otiorhynchus corruptor
- Otiorhynchus corticalis
- Otiorhynchus corvus
- Otiorhynchus crassicornis
- Otiorhynchus crataegi
- Otiorhynchus cremieri
- Otiorhynchus cribricollis - Otiorhynque de l'olivier[1],[3]
- Otiorhynchus cribrosicollis
- Otiorhynchus cribrosus
- Otiorhynchus crinitellus
- Otiorhynchus crispus
- Otiorhynchus cuneiformis
- Otiorhynchus cupreipennis
- Otiorhynchus cymophanus
- Otiorhynchus dalmatinus
- Otiorhynchus demotus
- Otiorhynchus denigrator
- Otiorhynchus densatus
- Otiorhynchus depubes
- Otiorhynchus desertus
- Otiorhynchus dillwynii
- Otiorhynchus dilwynii
- Otiorhynchus distincticornis
- Otiorhynchus dives
- Otiorhynchus dubius
- Otiorhynchus duinensis
- Otiorhynchus dulcis
- Otiorhynchus ebeninus
- Otiorhynchus echinatus
- Otiorhynchus elaboratus
- Otiorhynchus elegantulus
- Otiorhynchus elongatus
- Otiorhynchus eremicola
- Otiorhynchus erythropus
- Otiorhynchus exilis
- Otiorhynchus fagi
- Otiorhynchus faldermanni
- Otiorhynchus fasciculatus
- Otiorhynchus femoralis
- Otiorhynchus fissirostris
- Otiorhynchus foraminosus
- Otiorhynchus fortis
- Otiorhynchus fossor
- Otiorhynchus foveicollis
- Otiorhynchus fraxini
- Otiorhynchus frescati
- Otiorhynchus fulvipes
- Otiorhynchus funicularis
- Otiorhynchus fuscipes
- Otiorhynchus fuscofemoratus
- Otiorhynchus fussii
- Otiorhynchus gallicanus
- Otiorhynchus gemmatus
- Otiorhynchus geniculatus
- Otiorhynchus gibbicollis
- Otiorhynchus giraffa
- Otiorhynchus glabellus
- Otiorhynchus glabricollis
- Otiorhynchus globicollis
- Otiorhynchus globithorax
- Otiorhynchus globulipennis
- Otiorhynchus globus
- Otiorhynchus godeti
- Otiorhynchus goerzensis
- Otiorhynchus gracilipes
- Otiorhynchus gracilis
- Otiorhynchus grandicollis
- Otiorhynchus grandineus
- Otiorhynchus granicollis
- Otiorhynchus granuliger
- Otiorhynchus granulosus
- Otiorhynchus griseopunctatus
- Otiorhynchus griseus
- Otiorhynchus gymnopterus
- Otiorhynchus haematopus
- Otiorhynchus helveticus
- Otiorhynchus helvetius
- Otiorhynchus heterostictus
- Otiorhynchus hirticornis
- Otiorhynchus histrio
- Otiorhynchus humatus
- Otiorhynchus humilis
- Otiorhynchus hungaricus
- Otiorhynchus hypocrita
- Otiorhynchus hystrix
- Otiorhynchus impexus
- Otiorhynchus implexus
- Otiorhynchus impoticus
- Otiorhynchus impressipennis
- Otiorhynchus imus
- Otiorhynchus inauratus
- Otiorhynchus incivilis
- Otiorhynchus inductus
- Otiorhynchus infaustus
- Otiorhynchus infernalis
- Otiorhynchus inflatus
- Otiorhynchus innocuus
- Otiorhynchus intercalaris
- Otiorhynchus interstitialis
- Otiorhynchus irritans
- Otiorhynchus istriensis
- Otiorhynchus juvencus
- Otiorhynchus juvenilis
- Otiorhynchus kollari
- Otiorhynchus krattereri
- Otiorhynchus laevigatus
- Otiorhynchus lanuginosus
- Otiorhynchus lasius
- Otiorhynchus lateralis
- Otiorhynchus latipennis
- Otiorhynchus lavandus
- Otiorhynchus lefebvrei
- Otiorhynchus lepidopterus
- Otiorhynchus lepidus
- Otiorhynchus ligneus
- Otiorhynchus ligustici - Otiorrhynque de la luzerne[3], Charançon de la luzerne[3],[7] ou Otiorhynque de la livèche[2]
- Otiorhynchus lima
- Otiorhynchus lirus
- Otiorhynchus lithantracius
- Otiorhynchus longicollis
- Otiorhynchus longiventris
- Otiorhynchus loricatus
- Otiorhynchus lubricus
- Otiorhynchus luctuosus
- Otiorhynchus lugdunensis
- Otiorhynchus lugens
- Otiorhynchus malefidus
- Otiorhynchus mandibularis
- Otiorhynchus marquardtii
- Otiorhynchus mastix
- Otiorhynchus maurus
- Otiorhynchus maxillosus
- Otiorhynchus melancholicus
- Otiorhynchus memnonius
- Otiorhynchus meridionalis - Otiorhynque méridional
- Otiorhynchus metallescens
- Otiorhynchus moczarskii
- Otiorhynchus moestificus
- Otiorhynchus moestus
- Otiorhynchus mollicomus
- Otiorhynchus montanus
- Otiorhynchus monticola
- Otiorhynchus montivagus
- Otiorhynchus morio
- Otiorhynchus morulus
- Otiorhynchus multicarinatus
- Otiorhynchus multipunctatus
- Otiorhynchus mutilatus
- Otiorhynchus navaricus
- Otiorhynchus niger
- Otiorhynchus nigripes
- Otiorhynchus nigrita
- Otiorhynchus nigritus
- Otiorhynchus nobilis
- Otiorhynchus nodulosus
- Otiorhynchus notatus
- Otiorhynchus nubilus
- Otiorhynchus obcaecatus
- Otiorhynchus obscurus
- Otiorhynchus obsidianus
- Otiorhynchus obsimulatus
- Otiorhynchus obsitus
- Otiorhynchus obtusus
- Otiorhynchus oculatus
- Otiorhynchus opulentus
- Otiorhynchus orbicularis
- Otiorhynchus orientalis
- Otiorhynchus ostentatus
- Otiorhynchus ovalipennis
- Otiorhynchus ovatulus
- Otiorhynchus ovatus
- Otiorhynchus pabulinus
- Otiorhynchus partitialis
- Otiorhynchus parvicollis
- Otiorhynchus pauper
- Otiorhynchus pauperulus
- Otiorhynchus pauxillus
- Otiorhynchus pelliceus
- Otiorhynchus perdix
- Otiorhynchus perforatus
- Otiorhynchus periscelis
- Otiorhynchus perplexus
- Otiorhynchus pertusus
- Otiorhynchus petrensis
- Otiorhynchus piceus
- Otiorhynchus picipes
- Otiorhynchus pilosus
- Otiorhynchus pimeloides
- Otiorhynchus pinastri
- Otiorhynchus planatus
- Otiorhynchus planithorax
- Otiorhynchus plicicollis
- Otiorhynchus plumipes
- Otiorhynchus politus
- Otiorhynchus polycoccus
- Otiorhynchus populeti
- Otiorhynchus porcatus
- Otiorhynchus poricollis
- Otiorhynchus proletarius
- Otiorhynchus prolixus
- Otiorhynchus pruinosus
- Otiorhynchus psegmaticus
- Otiorhynchus pseudomias
- Otiorhynchus pubens
- Otiorhynchus pubescens
- Otiorhynchus pubifer
- Otiorhynchus pullus
- Otiorhynchus pulverulentus
- Otiorhynchus pulverulus
- Otiorhynchus pulvinatus
- Otiorhynchus punctatissimus
- Otiorhynchus puncticornis
- Otiorhynchus punctiscapus
- Otiorhynchus pupillatus
- Otiorhynchus pusio
- Otiorhynchus pyrenaeus
- Otiorhynchus ragusensis
- Otiorhynchus raucus
- Otiorhynchus repletus
- Otiorhynchus reticollis
- Otiorhynchus rhacusensis
- Otiorhynchus rhaeticus
- Otiorhynchus romanus
- Otiorhynchus roscidus
- Otiorhynchus rotundatus
- Otiorhynchus rotundipennis
- Otiorhynchus rufipes
- Otiorhynchus rugicollis
- Otiorhynchus rugifrons
- Otiorhynchus rugipennis
- Otiorhynchus rugosus
- Otiorhynchus sabulosus
- Otiorhynchus saevus
- Otiorhynchus salebrosus
- Otiorhynchus sanguinipes
- Otiorhynchus sayi
- Otiorhynchus scaber
- Otiorhynchus scabricollis
- Otiorhynchus scabridus
- Otiorhynchus scabripennis
- Otiorhynchus scabrosus
- Otiorhynchus scalptus
- Otiorhynchus scitus
- Otiorhynchus scopularis
- Otiorhynchus scrobicollis
- Otiorhynchus scrobiculatus
- Otiorhynchus sculptirostris
- Otiorhynchus segnis
- Otiorhynchus septemtrionis
- Otiorhynchus sesquidentatus
- Otiorhynchus setifer
- Otiorhynchus setosus
- Otiorhynchus sibiricus
- Otiorhynchus signatipennis
- Otiorhynchus singularis - Otiorhynque à pattes couleur de poix[3] ou Charançon gris des racines[7]
- Otiorhynchus spalatrensis
- Otiorhynchus spinifer
- Otiorhynchus squameus
- Otiorhynchus squamifer
- Otiorhynchus squamiger
- Otiorhynchus stomachosus
- Otiorhynchus striatosetosus
- Otiorhynchus strigirostris
- Otiorhynchus subcinctus
- Otiorhynchus subquadratus
- Otiorhynchus subsignatus
- Otiorhynchus substriatus
- Otiorhynchus sulcatus - Otiorhynque de la vigne[1],[3] ou Charançon noir de la vigne[3],[7]
- Otiorhynchus sulcifrons
- Otiorhynchus sulcirostris
- Otiorhynchus sulcogemmatus
- Otiorhynchus sulphurifer
- Otiorhynchus szoerenyensis
- Otiorhynchus tenebricosus - Otiorhynque du prunier[3]
- Otiorhynchus tomentifer
- Otiorhynchus tomentosus
- Otiorhynchus transitorius
- Otiorhynchus transparens
- Otiorhynchus turbatus
- Otiorhynchus turca
- Otiorhynchus turgidus
- Otiorhynchus uncinatus
- Otiorhynchus unctuosus
- Otiorhynchus unicolor
- Otiorhynchus ursus
- Otiorhynchus validicornis
- Otiorhynchus variegatus
- Otiorhynchus varius
- Otiorhynchus vehemens
- Otiorhynchus vellicatus
- Otiorhynchus velutinus
- Otiorhynchus vestitus
- Otiorhynchus villosopunctatus
- Otiorhynchus viridipunctatus
- Otiorhynchus vitellus
- Otiorhynchus vitis
- Otiorhynchus vittatus
- Otiorhynchus vorticosus
- Otiorhynchus zebra

Selon ITIS (30 août 2014) :
- Otiorhynchus arcticus (Fabricius, 1780)
- Otiorhynchus clavipes (Bonsdorff, 1785)
- Otiorhynchus cribricollis Gyllenhal, 1834 - Otiorhynque de l'olivier
- Otiorhynchus desertus Rosenhauer, 1847
- Otiorhynchus dubius (Ström, 1783)
- Otiorhynchus ligneus (Olivier, 1807)
- Otiorhynchus ligustici (Linnaeus, 1758) - Otiorrhynque de la luzerne, Charançon de la luzerne ou Otiorhynque de la livèche
- Otiorhynchus meridionalis Gyllenhal, 1834 - Otiorhynque méridional
- Otiorhynchus monticola Germar, 1824
- Otiorhynchus ovatus (Linnaeus, 1758)
- Otiorhynchus porcatus (Herbst, 1795)
- Otiorhynchus raucus (Fabricius, 1776)
- Otiorhynchus rugifrons (Gyllenhal, 1813)
- Otiorhynchus rugosostriatus (Goeze, 1777)
- Otiorhynchus scaber (Linnaeus, 1758)
- Otiorhynchus singularis (Linnaeus, 1758) - Otiorhynque à pattes couleur de poix ou Charançon gris des racines
- Otiorhynchus sulcatus (Fabricius, 1775) - Otiorhynque de la vigne ou Charançon noir de la vigne

### Sites taxinomiques
- (en) Animal Diversity Web : Otiorhynchus (consulté le 30 août 2014)
- (en) Catalogue of Life : Otiorhynchus Germar, 1822 (consulté le 7 avril 2023)
- (en) Fauna Europaea : Otiorhynchus Germar, 1822 (consulté le 21 mars 2023)
- (fr + en) ITIS : Otiorhynchus Germar, 1822 (consulté le 30 août 2014)
- (en) NCBI : Otiorhynchus (taxons inclus) (consulté le 30 août 2014)
- (en) Paleobiology Database : Otiorhynchus Germar 1822 (consulté le 30 août 2014)

### Autre site
- Lutter contre les otiorhynques sur le site de Rustica.